# Paul Misraki
Paul Misraki (Constantinopla, Imperio otomano; 28 de enero de 1908-París, Francia; 30 de octubre de 1998) fue un compositor y músico francés que trabajó en varias bandas sonoras fílmicas.

## Carrera
Paul Misrachi nació en el Imperio Otomano, que es lo que hoy se conoce como Estambul, Turquía. Judío de una familia de ascendencia italiana, viajó a París, donde estudió composición clásica, y por la década de 1930 se había convertido en un establecido pianista de jazz, arreglista y escritor de canciones populares, en esta época comenzó a componer música para películas, con su primera obra conocida llegó a aparecer sin acreditar en un film dirigido por Jean Renoir titulado On bébé purga.
Fue el pianista principal de la orquesta de Ray Ventura entre 1930 y 1939. Huyó de Francia durante la Segunda Guerra Mundial. Después de una breve estancia en Argentina terminó en Hollywood, donde compuso la música para varias películas americanas de Renoir. Después de la guerra, regresó a Francia, trabajando en toda la década del '50, donde participó en una media docena o más de películas al año. Estos incluían numerosas películas de Yves Allégret y Jean Boyer, así como dos películas de Jacques Becker y Orson Welles.
La década de 1960 trabajó con muchos de los principales directores franceses de la época, entre ellos Jean-Luc Godard, Jean-Pierre Melville y Claude Chabrol.
Como compositor y letrista su primer éxito fue en 1934 con Tout va très bien, y durante sus carreras en Francia, Estados Unidos y Argentina, escribió canciones exitosas en francés, inglés y español. En 1998, colabora con la cantante Raquel Bitton para sus canciones en un CD titulado In a Jazzy mood.
Como escritor fue el autor del libro Los extraterrestres (Les Extraterrestres) que fue más tarde reimpreso en Inglés bajo el título de Flying Saucers Through The Ages en 1965 con el nombre de Paul Thomas. Era partidario de Pierre Teilhard de Chardin y su teoría del Punto omega, de quien escribió una serie de artículos sobre su obra. También escribió La casa de mi padre, libro galardonado por la Academia Francesa y Para comprender a Teilhard.
Hizo en total unas 185 canciones que han sido interpretadas, entre otros famosos cantantes, por Henri Salvador, Tino Rossi, Édith Piaf, Yves Montand y Juliette Gréco.
Falleció en la madrugada del 30 de octubre de 1998 por causas naturales a los 90 años en París.

## Filmografía
- 1931: On purge bébé
- 1931: L'amour à l'américaine
- 1934: Minuit... place Pigalle
- 1936: Tout va très bien madame la marquise
- 1936: Moutonnet
- 1937: Le chanteur de minuit
- 1937: Claudine à l'école
- 1937: La maison d'en face
- 1938: J'étais une aventurière
- 1938: Bajo los puentes de París
- 1938: Condesa por una noche
- 1938: Chéri-Bibi
- 1939: Tourbillon de Paris
- 1939: La famille Duraton
- 1939: Le prince Bouboule
- 1939: Place de la Concorde
- 1940: Battement de coeur
- 1943: Feux de joie
- 1943: Stella
- 1943: Eclipse de sol
- 1944: Siete mujeres
- 1944: La importancia de ser ladrón
- 1944: Delirio
- 1944: El fin de la noche
- 1944: La casta Susana
- 1946: La foire aux chimères
- 1946:  Heartbeat
- 1946: Viaje sin regreso
- 1947: Navidad de los pobres
- 1947: En êtes-vous bien sûr?
- 1948: Si jeunesse savait...
- 1948: Mademoiselle s'amuse
- 1949: On ne triche pas avec la vie
- 1949: Retour à la vie
- 1949: Tous les chemins mènent à Rome
- 1949: Manon
- 1950: Ils ont vingt ans
- 1950: Pigalle-Saint-Germain-des-Prés
- 1950: Le rosier de Madame Husson
- 1950: Pas de pitié pour les femmes
- 1950: La petite chocolatière
- 1950: Nous irons à Paris
- 1951: Americanos en Montecarlo
- 1951: Une histoire d'amour
- 1951: Atoll K
- 1951: Le garçon sauvage
- 1951: Les mains sales
- 1951: Identité judiciaire
- 1951: Knock
- 1952: Le trou normand
- 1952: Elle et moi
- 1952: El minuto de la verdad
- 1952: La jeune folle
- 1952: Coiffeur pour dames
- 1952: L'homme de ma vie
- 1953: Monte Carlo Baby
- 1953: Femmes de Paris
- 1953: Los orgullosos
- 1953: La route Napoléon
- 1953: L'envers du paradis
- 1953: Les dents longues
- 1954: Alí Babá y los cuarenta ladrones
- 1954: Le fil à la patte
- 1954: La reine Margot
- 1954: Obsession
- 1954: El club del crimen
- 1954: Tourments
- 1954: Une vie de garçon
- 1955: Niebla en las cumbres
- 1955: Chiens perdus sans collier
- 1955: Oasis
- 1955: El diablo del desierto
- 1955: Escale à Orly
- 1955: Mister Arkadin
- 1956: Cuatro pasos por las nubes
- 1956: Y Dios creó a la mujer
- 1956: Deshojando la margarita
- 1956: La muerte en este jardín
- 1956: La châtelaine du Liban
- 1956: Thunderstorm
- 1956: Le couturier de ces dames
- 1956: Mon curé chez les pauvres
- 1957: Quand la femme s'en mêle
- 1957: Los fanáticos
- 1957: A pie, a caballo y en coche
- 1957: Méfiez-vous, fillettes!
- 1957: Sénéchal le magnifique
- 1958: Les jeux dangereux
- 1958: Un domingo maravilloso
- 1958: Sans famille
- 1958: À pied, à cheval et en spoutnik!
- 1958: Chéri, fais-moi peur
- 1958: Los amantes de Montparnasse
- 1958: El comisario Maigret
- 1959: La fiebre sube a El Pao
- 1959: Una doble vida (À double tour)
- 1959: Le chemin des écoliers
- 1959: Le gendarme de Champignol
- 1959: Los primos
- 1959: Débiles mujeres
- 1960: El caíd
- 1960: La francesa y el amor (segment "L'Adolescence")
- 1960: Comment qu'elle est!
- 1960: Estas buenas mujeres
- 1961: La venganza de Milady
- 1961: Los 3 Mosqueteros
- 1962: El confidente
- 1962: Le chevalier de Pardaillan
- 1963: L'assassin connaît la musique...
- 1963: Jack und Jenny
- 1963: FBI frente a Scotland Yard
- 1964: Les baisers (segment "Cher baiser")
- 1964: Les durs à cuire ou Comment supprimer son prochain sans perdre l'appétit
- 1964: Hardi Pardaillan!
- 1965: Lemmy contra Alphaville
- 1965: El mayordomo
- 1966: Cartas boca arriba
- 1967: Sept hommes et une garce
- 1968: El rublo de las dos caras
- 1969: Le dernier homme
- 1972: Llega un desconocido
- 1972: Les oiseaux sur la branche
- 1973: Les volets clos
- 1974: Chantaje a un adulterio
- 1974: Juliette et Juliette
- 1975: La bulle
- 1976: Le chasseur de chez Maxim's
- 1976: Les vécés étaient fermés de l'intérieur
- 1977: Le maestro
- 1978: Poder y corrupción
- 1979: Un si joli village...
- 1984: Stress
- 1993: La vérité en face[8]

## Televisión
- 1985: Hôtel du siècle
- 1986: Grand hôtel

## Teatro
- Si Eva se hubiese vestido (1944), estrenada en el Teatro Artigas en Argentina.[9]